# R-24 (ミサイル)
R-24（ロシア語: Р-24エール・ドヴァーッツァチ・チトィーリェ）は、ソ連で開発された中射程空対空ミサイル（Управляемая ракета средней дальности класса воздух-воздух：空対空中射程誘導ロケット）である。
設計局名称はK-24（К-24カー・ドヴァーッツァチ・チトィーリェ）で、開発は機械設計局「ヴィーンペル」によって行われた。主としてMiG-23後期型で運用された。
NATOコードネームは AA-7“エイペックス”（英語: APEX：「（図形の）頂点」「山岳の頂点（最高地点）」の意）。R-23と同じNATOコードであるが、全くの別物である。
誘導方式は、セミアクティブ・レーダー・ホーミング誘導による終末誘導と電波指令誘導による中間誘導の組み合わせであった。また、赤外線誘導の物も同一名で存在するため、冷戦中の西側諸国の情報撹乱に成功していた。

## 概要

### 背景
R-23として制式採用されたK-23は、ソ連初の本格的な中距離空対空ミサイルであったが、母機レーダー性能の限界もあってアメリカ合衆国のAIM-7Fスパローミサイルに遅れをとる結果に終わった。ソ連では、K-23の開発に平行して鹵獲したAIM-7FをコピーしたK-25ミサイルの開発も行っていたが、スケジュールの遅れとK-23の完成により計画は破棄された。そのため、MiG-23に搭載する候補となる中射程ミサイルは、R-23を搭載するMiG-23Mがソ連空軍に制式採用された1974年の時点ではR-23のほかにソ連には存在しなかった。
AIM-7Fを搭載するF-4EファントムII戦闘機を決定的に陵駕するため、MiG-23のさらなる改良が必要となった。改良型機には新しいR-27中射程ミサイルの搭載が望まれたが、1974年の時点でそれはまだ計画の域を脱していなかった。そこで、すでに完成していたR-23の欠陥を補った改良型の中射程ミサイルの開発が決定された。

### 開発
R-23の完成作業過程において断定されたことは、射程の延長にはナビゲーションシステムによる飛行機能の大幅な近代化が必要であるということであった。R-23では、弾道ミサイルのような弾道上の目標の迎撃が実現されていた。しかしながら、MiG-23の搭載したRP-23「サプフィール23」レーダーでは長距離の索敵・照射能力に限界があり、従ってミサイル自体の飛行距離を延長したとしても攻撃可能距離の向上には自ずと限界があった。また、R-23では母機からのレーダー波照射の反射を必要とするセミアクティブレーダー誘導弾頭しか誘導手段は用意されていなかった。レーダー波の照射はミサイルの発射直後から目標への命中まで行わねばならず、レーダー波が目標に当たって反射してくることが求められたことから、レーダー性能がミサイルの発射距離を厳しく制約していた。これらのことから、シーカー誘導による目標の迎撃に際しミサイルの射程は目標から十分に距離をとれていたとは言い難かった。
ミサイルの射程と命中精度の向上のためには、なによりもまず母機のレーダー波の反射を利用する自動誘導弾頭による飛行時間の短縮が求められたが、そのためには自動誘導に切り替わるまでの飛行に際するミサイルのナビゲーションが必要とされた。この中間誘導を可能とするため、新たに電波による指令誘導が導入されることになった。これは目標へのレーダー波の反射が必要とされないため、結果としてミサイルの発射位置をより長く取ることができると期待された。これに加え、母機のレーダー出力の向上とミサイルへのより高感度の自動誘導弾頭の搭載が図られた。
R-23を搭載するMiG-23Mが制式採用されるのに平行して、1974年1月9日から将来の近代航空兵装の検討が指示された。新しい兵装の完成は、R-23を開発したV・A・プストヴォイストフ率いるヴィーンペル設計局で行われることとなった。

### 構造
1975年、新しいミサイルK-24の概要が明らかにされた。このミサイルは、新しいセミアクティブレーダー誘導方式（PAR）の自動照準・誘導弾頭（終末誘導装置、目標捜索装置；GSN）を備えていた。このシーカーは、対誘導攪乱能力と迎撃距離を強化したセミアクティブレーダー自動誘導弾頭（反射電波の受信装置）RGS-24（9B-1022）であった（なお、RGSはロシア語で「レーダー自動誘導弾頭」の頭文字である）。セミアクティブレーダー自動誘導弾頭を装備する弾体は、「製品140」と呼ばれた。RGS-24では、レーダー波の反射を捉える弾体自体の自動照準による終末誘導飛行を10秒間続けることができた。
最初の計画では、新しい自動誘導弾頭には「トパーズM」が採用されることが考えられていたが、実現されなかった。また、最大限の効果を得るため信管の変更が行われた。より強力なエンジンが搭載され、これにより射程はR-23の35kmから50kmまで飛躍的に向上することとなった。こうした数々の修正により、ミサイルの基本構成は大きな変更を蒙ることとなり、弾体は大型化された。
そうした中で、最大の変更点は主翼であった。主翼の後辺は、K-23で弾体中央線に対して垂直であったものが前方へ傾斜した前進翼型の形状に変更された。翼は、大小あわせて12枚が装備された。また、内部構造も変更され、対G性能も5-8Gに強化された。弾体の先端部分となる第1区画は、自動誘導弾頭の搭載区画とされた。第2区画には、近接信管「スクヴォレーツ」（「椋鳥」の意）と自動操縦装置、タービンジェネレーターの特殊火薬アキュムレーターの作動装置がうまく収められた。また、中間指令誘導に用いる電波を受信するためのアンテナも設置された。第3区画は、10mの破壊半径を持つ炸薬と予備機関を搭載した中枢部分となった。固体燃料を使用するPRD-287ガスジェネレーター（ロケットエンジン）は、第4区画に収納された。第5区画はノズルに囲まれた区画となっており、そこからジェット噴射によって推進力を発生させる駆動および弾体操縦区画となっていた。
赤外線誘導方式による派生型も開発された。開発時には「製品160」と呼ばれ、改良された赤外線探知機TGS-23T4を搭載していた（TGSとは、ロシア語で「温度誘導弾頭」すなわち「赤外線誘導弾頭」のことである）。このシーカーにより、R-24Tは前任のR-23Tに比べ大幅に向上した照準誘導能力を獲得した。
R-24は、改良型ミサイル発射装置APU-23Mに装着された。
R-24は前任のR-23に比べ大幅に能力が向上されていた。とはいえ、R-24には弾道ミサイルの迎撃能力が付与されていたが、搭載する近接信管では高い効果は期待できなかった。弾道ミサイルへの効果的な攻撃には弾体の直撃が必要であったが、R-24にはそのために必要な高速目標に対する高精度の照準能力は備わっていなかった。

### 運用
ミサイルの設計と発射試験は短期間に終了した。しかし、この新型ミサイルの制式採用は、これを搭載する予定のMiG-23MLやMiG-23Pの配備の遅れのため1981年までずれ込んだ。K-24のレーダー誘導型はR-24R、赤外線誘導型はR-24Tとして制式採用となった。
MiG-23MLに搭載されたR-24はレバノン内戦時に南レバノン上空での実戦に投入され、満足の行く結果を残すこととなった。1982年、「ガリラヤの平和作戦」によりイスラエルの軍隊が南レバノンに侵攻すると、レバノン戦争と呼ばれる大規模な戦闘状態が発生した。この空域で行われた空中戦では、シリアのMiG-23MLが自軍の損失なしにイスラエル国防軍のF-15を3機、F-4を1機撃墜したことが記録されているが、イスラエルの記録ではF-15の損傷1機、F-4及びクフィルの撃墜各1機となっており、他の報告は多くのF-16に対する報告と共に確認されていない（自国兵器の運用状況・能力の研究のため現地にオブザーバーを送っていたソ連側では空中戦における多数の戦果を記録している。特に、この4機の撃墜はロシア語資料では必ずといってよいほど言及される）。
一方、イラン・イラク戦争では、アメリカ合衆国を中心にR-23/R-24は非機動目標も撃墜することのできない失敗作であるという評価も見られる。これは、同国の入手した情報によればこの戦争中40から100発程度のR-23/R-24が発射されたにも拘らず、撃墜はわずかに4機であったためである。なお、別の情報によればR-24によってF-4Eが2機、F-5Eが1機、撃墜されたことになっている。この内、1986年2月13日にMiG-23MLによってF-5Eが撃墜された件については、双方で確認されている。
シリアでは、MiG-23MFが1982年6月11日にR-24Rでイスラエル国防軍のE-2Cを1機撃墜したという情報があるが、MiG-23MFはR-24Rを運用できないので疑わしい。
1988年9月28日には、第120戦闘飛行連隊の2機のMiG-23MLDが、それぞれ1機ずつ イラン空軍のAH-1JシーコブラをR-24で撃墜したことが確認されている。つまりソ連軍のパイロットは非機動目標に命中させているわけで、イラク空軍の運用成績はミサイルの能力ではなく、むしろイラク空軍の低い技術水準により、適切な状況で発射されていなかったことに起因する可能性がある。
ソ連のアフガニスタン侵攻では、2発のR-24が使用されたとされるが、敵機の撃墜には到っていない。ソ連のMiG-23MLDがパキスタンのF-16戦闘機1機を撃墜していることが確認されているが、これはR-60赤外線誘導ミサイルによるものである。
アンゴラでは、R-60とR-23もしくはR-24の組み合わせで、南アフリカ共和国空軍のミラージュF1戦闘機を1機撃墜したと報告されたが、この機体は後に修復されている。
ソビエト連邦の崩壊後の1992年4月には、ロシア防空軍のMiG-23MLDが、R-24でグルジア空軍のSu-25を撃墜したという情報もある。

### 改良
のちにR-24は改良され、R-24Mと呼ばれた。この型には、対誘導攪乱能力を強化した自動誘導弾頭が搭載されていた。レーダー誘導型はR-24MR、赤外線誘導型はR-24MTと呼ばれた。
R-24の製造はMiG-23後期型の製造に併行して行われ、1985年には終了されたとされる。

### 評価
R-23/R-24ミサイルの運用と製造の歴史上、重大な出来事となったのが1976年のベレンコ中尉亡命事件であった。この事件により、当時の国土防空軍の最新鋭迎撃戦闘機であったMiG-25Pの全システムが西側に明らかになってしまった。そのため、MiG-25に搭載される電子機器やミサイル兵装の改設計作業が急遽早められることとなった。そうした中で、MiG-25Pの搭載レーダーがMiG-23搭載のRP-23「サプフィール23」の発展型であるRP-25「サプフィール25」に更新されたことは特に意義深かった。これに伴い、搭載ミサイルも改設計されたR-40Dとなった。このミサイルには、R-24の搭載する自動誘導弾頭RGS-24をもとにした新しい自動誘導弾頭RGS-25が搭載された。改設計作業を経た新しいMiG-25はMiG-25PDと呼ばれ、それまでのMiG-25Pにかわってソ連の防空任務に就いた。一方、これに準じたシステムを搭載するMiG-23の発展型は前線戦闘機MiG-23MLとして空軍に採用され、その迎撃戦闘機型となるMIG-23Pも開発、MiG-25PDを補佐する迎撃戦闘機として国土防空軍に配備された。
MiG-25PDとMiG-23MLの完成までは、空軍の運用する前線戦闘機と国土防空軍の運用する迎撃戦闘機には能力面において比較的明確な線引きがなされており、前線戦闘機には迎撃戦闘機よりも一般に能力の低いシステム・兵装が採用されていた。しかし、MiG-23のシステムをもとにMiG-25のための改良研究が行われた結果、その研究成果がMiG-23の技術革新にも反映されることとなり、迎撃戦闘機MiG-25と前線戦闘機MiG-23のシステムが一元化されるという結果が生じた。MiG-25における研究が進んだ結果、搭載レーダーが能力を高めたものに革新されるなどMiG-23搭載システムの研究開発も促進され、搭載するR-24においてもより能力の高いシステムの搭載という形で影響が及ぶこととなった。
全体として、R-24の完成はソ連のミサイル開発史の中のひとつの重要な契機となった。ソ連空軍の前線戦闘機はR-24の装備によってはじめて、これまでは国土防空軍の迎撃戦闘機しか持っていなかったアメリカ合衆国の軍事用高高度飛行物体を遠距離から迎撃する能力を得たのである。この能力を得たことから、R-24を装備するMiG-23Pが迎撃戦闘機として国土防空軍へ採用となったといえ、これ以降次第に迎撃戦闘機と前線戦闘機という枠組みは曖昧になっていった。
R-24に対して、北大西洋条約機構（NATO）は特にNATOコードネームは付与しなかった。これは、R-24がソ連においてこうした意味で重要な位置にあったにも拘らず、西側ではそれを十分に認識されていなかったことを意味している。西側では前任のR-23の能力も過小評価していたが、能力向上型のR-24もそれと区別することをせず、一括してAA-7「エイペックス」（Apex）のNATOコードネームで呼んでいた模様である。これは、R-24が大型化され形状にも変化が生じたとはいえ遠目には同じような形態であるため、外見を重視するNATOの識別基準からすると「同じようなもの」と区分されてしまったものと考えられる。なお、下位分類ではR-24R/Tに対してはそれぞれAA-7C/Dというコードネームが用いられていた。
R-24は、実戦結果を見る限り大成功を収めたミサイルであるとは言い難いようである。しかし、非長距離ミサイルに中間指令誘導を取り入れたという経験は、のちのR-73などの成功の礎を築いたと評価される。中間指令誘導方式は、初期の指令誘導ミサイルを除き、それまでは専ら長距離ミサイルに使用されるシステムで、中・短距離ミサイルではこの機能は不要であると考えられていた。非長距離ミサイルとしてそれを採用した初期のミサイルR-24においてはそれはたんに射程の延長という目的でしかなかったが、R-73では中間指令誘導システムの搭載により真横の目標を攻撃する「オフ・ボア・サイト」攻撃能力が実現され、ソ連製の空対空ミサイルとしては初めて明白に西側製の同クラスのものを凌駕する性能を獲得したのである。R-24以降、非長距離ミサイルにも中間指令誘導システムを取り入れるという方式は次第に一般的になっていった。

### その後
R-24は、ソ連後期の主力中射程ミサイルとしてR-23と併用される形で広く使用された。レバノンでの実戦使用のように海外での運用実績もあるが、どの程度輸出されたのかについては明らかでない。ソ連国内の配備弾体については、ソビエト連邦の崩壊後はロシア連邦やウクライナ、ベラルーシなど、MiG-23後期型を運用した独立国家共同体各国に引き継がれた。
R-24は、結局最後までR-23と併用され、ロシア連邦では1997年にMiG-23MLDが退役するまで運用が続けられた。ウクライナでも2000年代初頭にMiG-23MLDが退役するまで運用された。その他の国については明らかでないが、MiG-23の運用できる最も高性能な中距離ミサイルはR-24であったと見られることから、MiG-23後期型の現役時期を通して運用が継続されたものと考えられる。MiG-23が退役すると、R-24は他に運用する機体がないため廃棄処分されたものと見られている。
後継型ミサイルとしては、同じくヴィーンペル設計局によってR-27が開発された。MiG-23の後継機となったMiG-29やSu-27では、R-24は運用されず当初よりR-27が搭載された。また、改修型のMiG-23-98などでもR-23/R-24にかわってR-27やさらに新しいR-77が搭載できるように設計された。

## 各型
R-24
基本型。
R-24R
レーダー誘導型。
R-24T
赤外線誘導型。
R-24M
攪乱装置に対する対抗力を強化された発展型。
R-24MR
攪乱装置に対する対抗力を強化されたレーダー誘導型。
R-24MT
攪乱装置に対する対抗力を強化された赤外線誘導型。

## スペック

### R-24R
- 全長：4.487m
- 翼幅：1.0m
- 直径：223mm
- 重量：243kg
- 弾頭重量：35kg（信管重量を含む）
- 飛行速度：マッハ3
- 最大射程：50km
- 最小射程：0.5km
- 耐G性能：5–8G
- 目標高度：0.04–25km

### R-24T
- 全長：4.194m
- 翼幅：1.0m
- 直径：223mm
- 重量：235kg
- 弾頭重量：35kg（信管重量を含む）
- 飛行速度：マッハ3
- 最大射程：35km
- 最小射程：0.5km
- 耐G性能：5–8G
- 目標高度：0.04–25km

## 搭載航空機

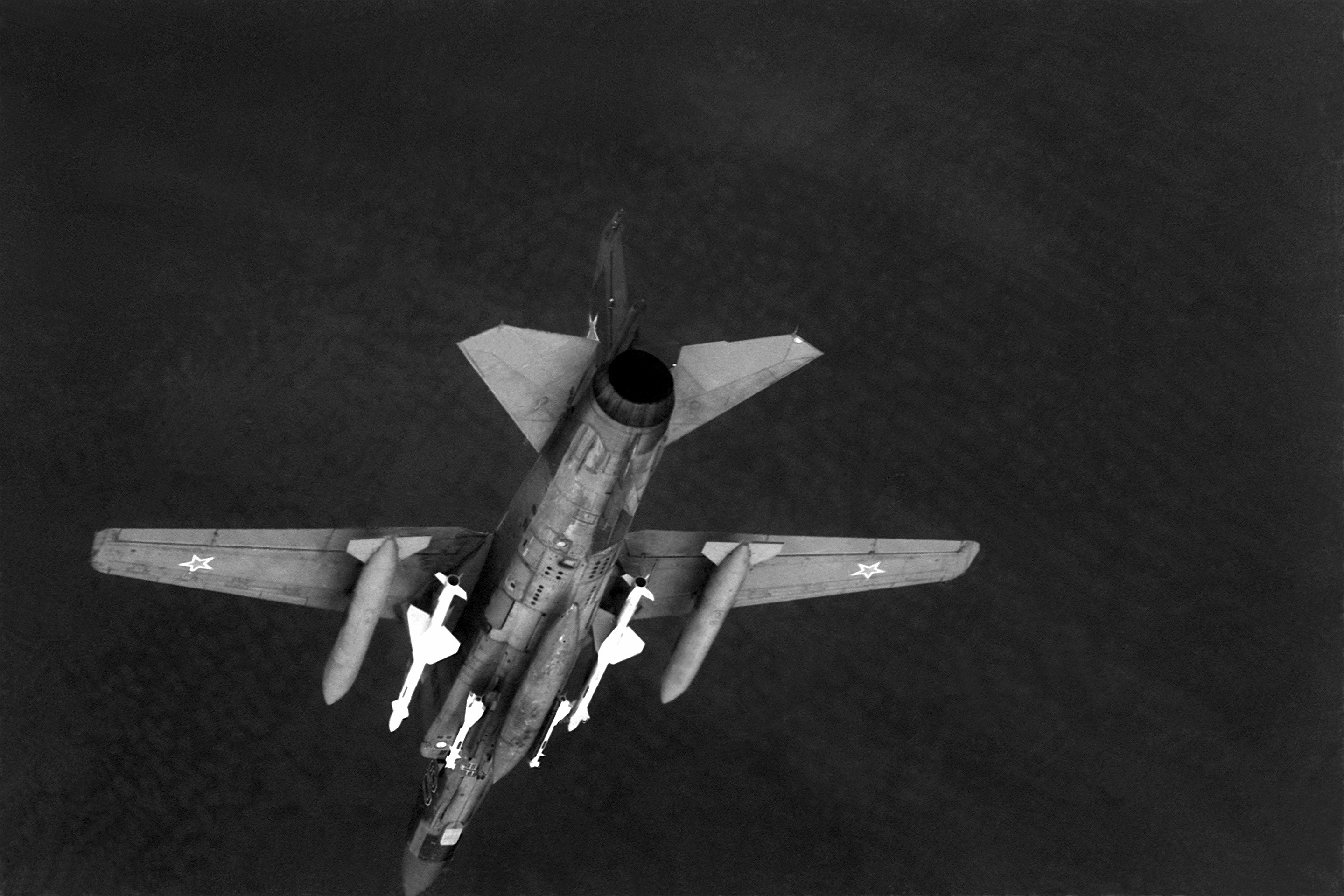
MiG-23MLDの主翼基部パイロンに搭載されたR-24R
胴体下に搭載されている小型のミサイルはR-60

R-24R/Tは、主として以下の航空機に搭載された。
- MiG-23ML
- MiG-23P
- MiG-23MLA
- MiG-23MLD